# فريد دوساييف
فريد دوساييف (مواليد 6 مارس 1933) هو سبّاح أوكراني، مثّل بلاده في الألعاب الأولمبية الصيفية 1956.

## روابط خارجية
فريد دوساييف على موقع الاتحاد الدولي للسباحة (الإنجليزية)
- فريد دوساييف على موقع أوليمبيديا (الإنجليزية)